# Министерство здравоохранения Литвы

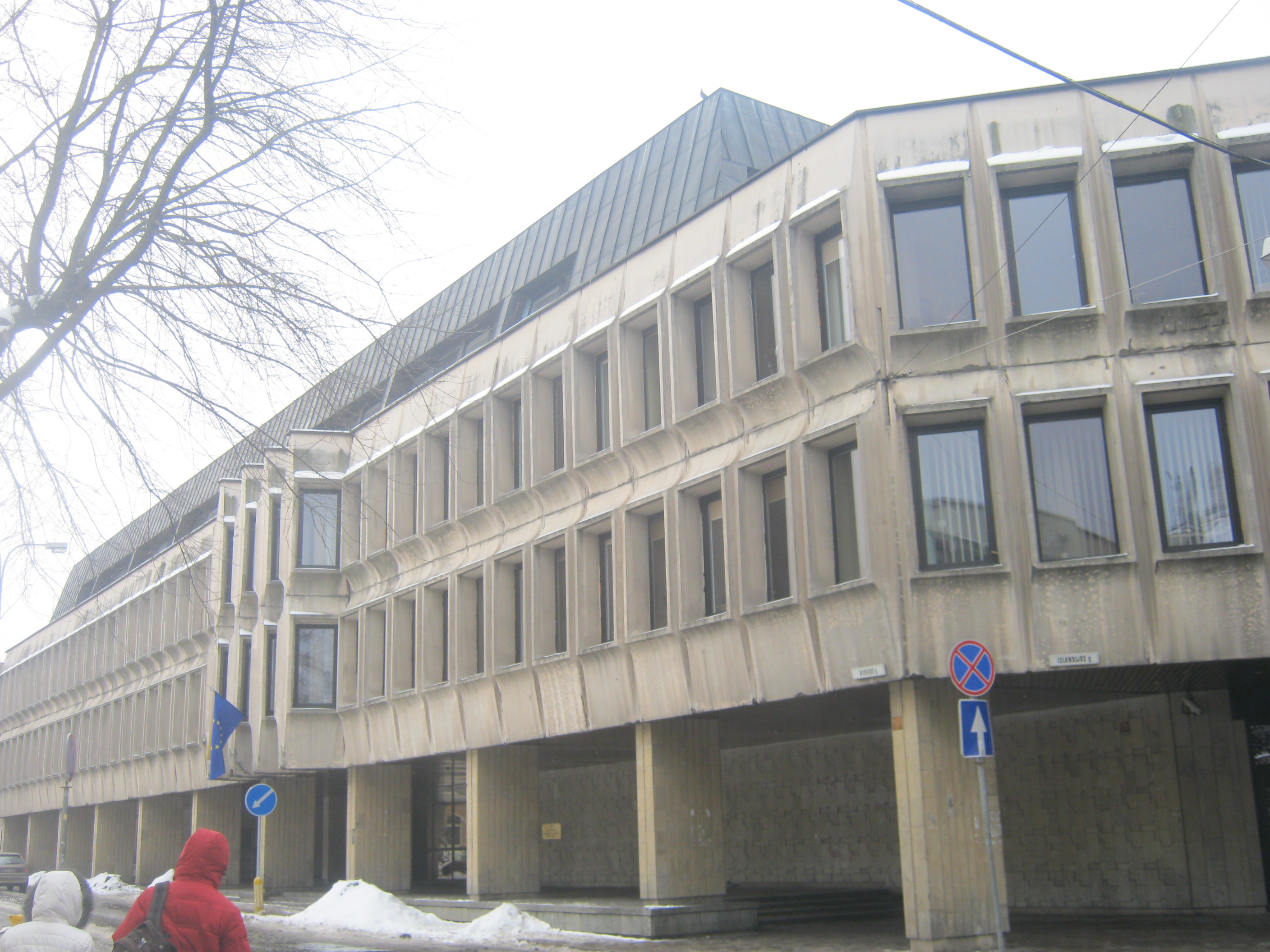

Министе́рство здравоохране́ния Литвы́ (лит. Lietuvos Respublikos sveikatos apsaugos ministerija) является правительственным ведомством Литовской Республики. Его деятельность уполномочена Конституцией Литовской Республики, указами Президента и премьер-министра и законами, принятые Сеймом (парламентом). Его миссия заключается в поиске национального единства и продолжении созидания государственного благосостояния для всех граждан, где каждый может вести достойный, комфортный, безопасный и здоровый образ жизни. С 12 декабря 2020 года главой министерства является Мария Якубаускене.